# Kaloketos pilosus
Kaloketos pilosus is een ladderkreeftensoort uit de familie van de Speleonectidae. De wetenschappelijke naam van de soort is voor het eerst geldig gepubliceerd in 2004 door Koenemann, Iliffe, Yager.